# ويكيبيديا الإغبو
ويكيبيديا الإغبو (بالإغبو: Wikipedia Igbo) هي النسخة الإغبوية من موسوعة ويكيبيديا.

## الإحصائيات
| عدد المستخدمين المسجلين | عدد المستخدمين النشطين | عدد المقالات | صفحات المحتوى | عدد التعديلات | عدد الملفات المرفوعة | عدد الإداريين |
| ----------------------- | ---------------------- | ------------ | ------------- | ------------- | -------------------- | ------------- |
| 23٬835                  | 76                     | 41٬760       | 54٬992        | 204٬920       | 0                    | 4             |